# Vikariatet för de östkatolska kyrkorna i Sverige
Vikariatet för de östkatolska kyrkorna i Sverige, eller Vikariatet för de orientalisk-katolska kyrkorna i Sverige, är en östkatolsk kristen organisation som består av olika trossamfund tillhörande de östkatolska kyrkorna som är med i Stockholms katolska stift. 
Alla kyrkor som är med i stiftet har sin egen själasörjare och mission som verkar under den romersk-katolska kyrkan.
Enligt den orientaliska kyrkorätten har varje katolsk kyrka rätt att organisera sig själv enligt sina egna traditioner och liturgiska språk. Dessa kyrkor går då under namet Ecclesiae sui iuris.

## Medlemmar
Dessa utgörs (2014) av: armenisk-katolska kyrkan, etiopisk-katolska kyrkan, kaldeisk-katolska kyrkan, melkitiska grekisk-katolska kyrkan, syrisk-maronitiska kyrkan, syrisk-katolska kyrkan och ukrainska grekisk-katolska kyrkan. Biskopsvikarie är Matthias Grahm O.S.B.